# زاوية سيدي بلعباس

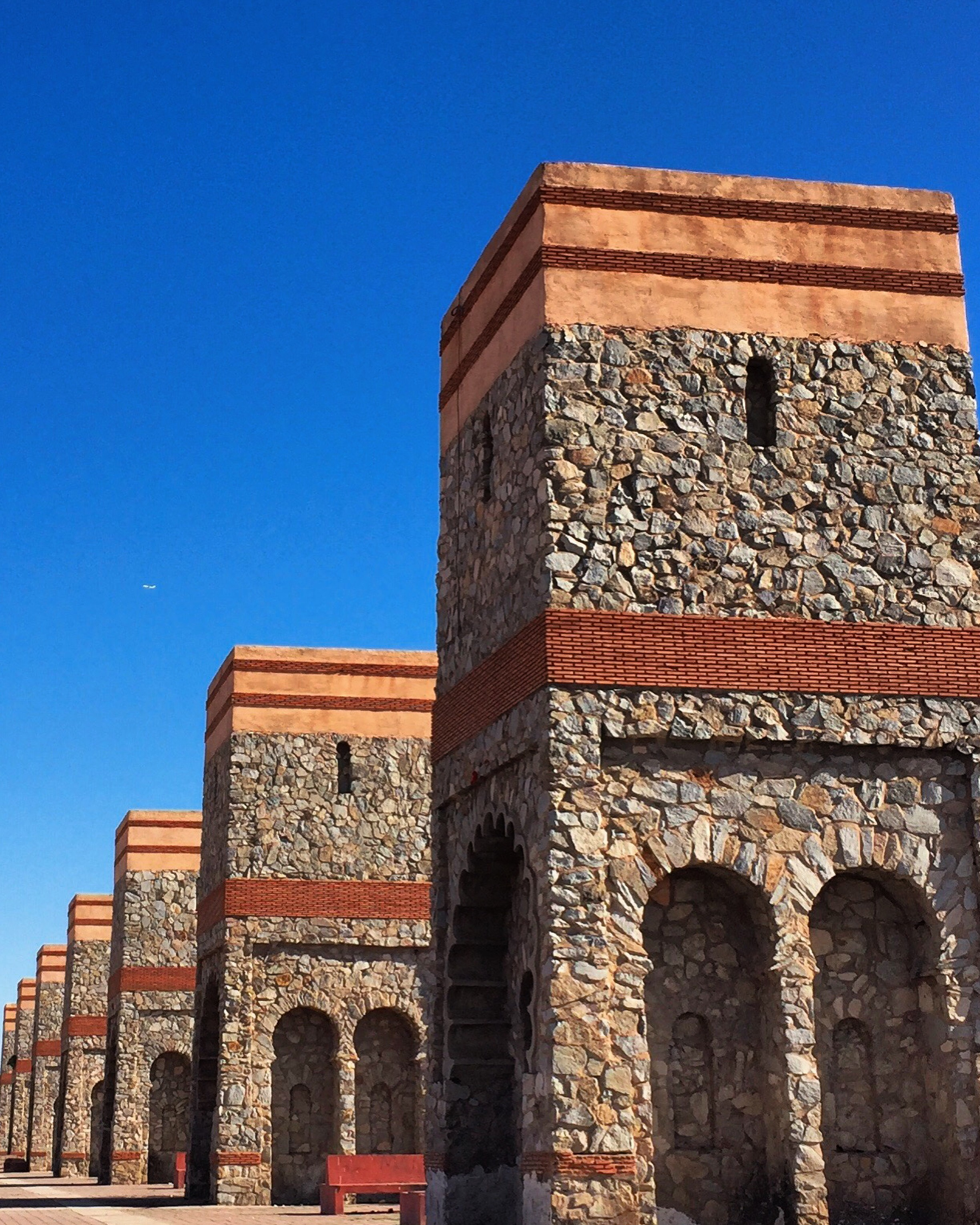
بنايات ترمز للرجال السبعة بمراكش

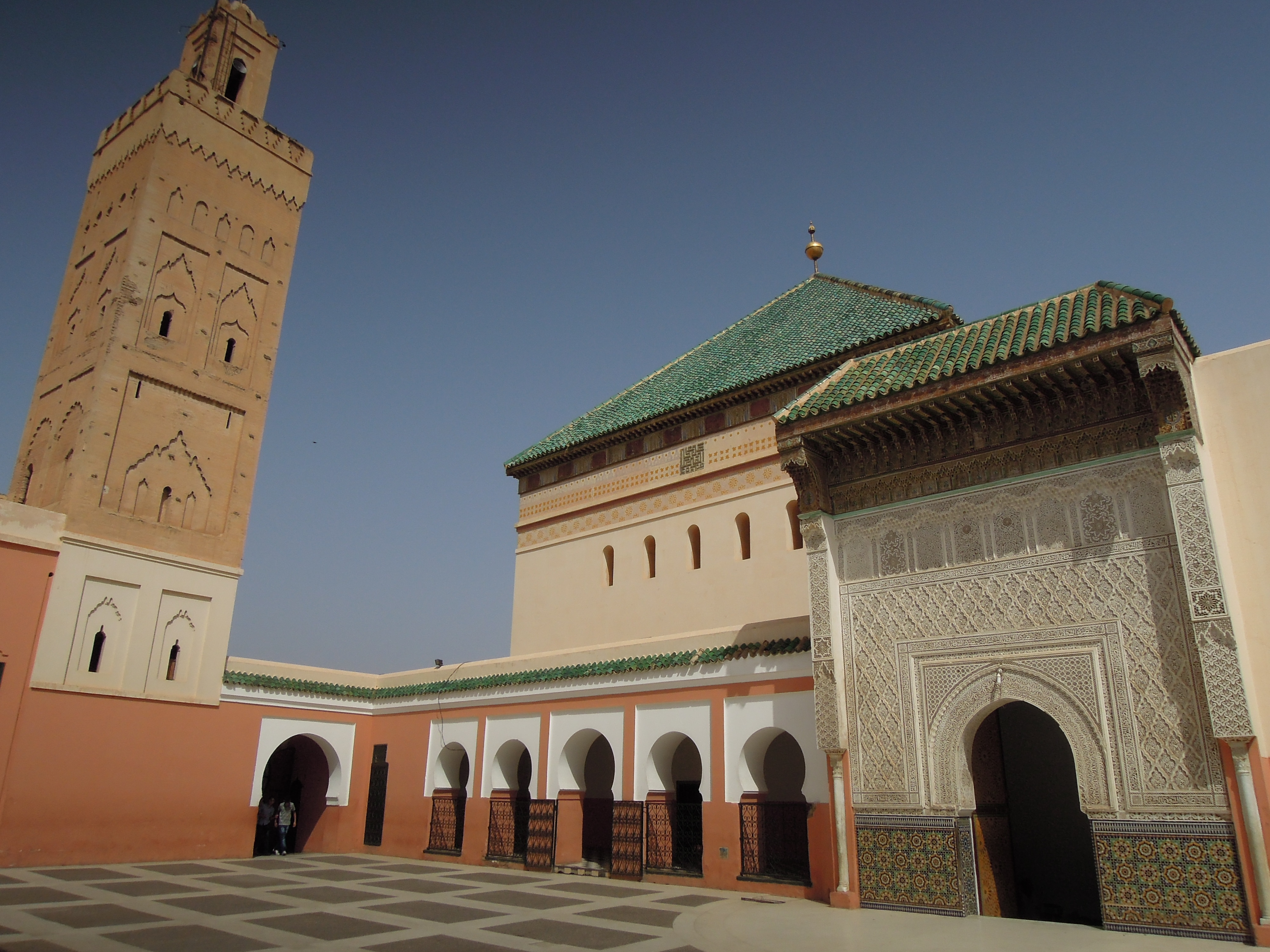
الفناء الرئيسي للمجمع مع الضريح على اليمين والمئذنة على اليسار.

هي مجمع ديني إسلامي 'زاوية " في مراكش بالمغرب. لضريح أبو العباس السبتي ، الذي توفي عام 1204 وهو أشهر رجالات مراكش السبعة على الإطلاق ، كانت الزاوية تقع في الأصل خارج أسوار المدينة ، بالقرب من البوابة الشمالية السابقة لباب تغزوت ، ولكن تم تمديد الجدران لاحقًا ليشمل الحي المتنامي حوله. تطور المجمع المعماري نفسه وتغير بمرور الوقت أيضًا ، ويتميز ببناءات رئيسية من العصر السعدي على وجه الخصوص.

## أبوالعباس أحمد بن جعفر الخزرجي السبتي
أبوالعباس أحمد بن جعفر الخزرجي السبتي (ولد بسبتة 524 هـ/1129م. أكبر أولياء مدينة مراكش وأحد رجالاتها السبعة. مات والده فاضطرت أمه إلى إرساله إلى حائك لتعلم الحرفة مقابل أجر. وبما أن أبا العباس كانت له رغبة في العلم، فإنه كان، كما تقول الروايات، يفر من معمل الحائك ليلتحق بكُتّاب الشيخ أبي عبد الله محمد الفخار فتلحق به أمه لتعيده إلى الحائك بعد معاقبته. ومع تكرر الحادث تدخل الشيخ مقترحا على الأم أن يعلم الصبي ويدفع لها.
في عام539 هـ/1144م، السنة التي انتصر الموحدون على المرابطين، بمقتل علي بن يوسف بن تاشفين سافر أبو العباس إلى مراكش طلبا للعلم ولقاء المشايخ، وعمره ست عشرة عاما.
وجد أبو العباس مدينة مراكش في حالة حصار (استمر من محرم إلى شوال عام 541 هـ/1146م). فصعد إلى جبل جيليز مع وصيفه مسعود الحاج. وفي «تعطير الأنفاس» بقى في خلوته هناك مع وصيفه أربعين سنة.
دخل أبو العباس إلى مراكش، وقطع خلوته الطويلة في عهد المنصور، وسمع بأخبار كراماته هذا الأخير دعاه إلى الإقامة بالمدينة وحبس عليه مدرسة للعلم والتدريس ودارا للسكنى.
توفي بمراكش في اليوم الثالث من جمادى الأخيرة عام 601هـ/1204م.

## تأسيس الزاوية
بعد وفاته، شُيدت الزاوية الأولى على ضريحه، خارج أسوار مراكش، وصارت مزارًا يقصده الناس للتبرك والدعاء. ومع مرور الزمن، تعرّض البناء الأولي للتدهور، ليُعاد ترميمه وتوسيعه في فترات لاحقة.
في سنة 1012هـ/1605م، أمر السلطان عبد العزيز السعدي ببناء زاوية جديدة وكبرى تضم مسجدًا ومرافق لإيواء الزوار والطلبة، ما عزز من مكانة الزاوية كمركز ديني وصوفي بارز في المدينة.

## المعمار والمرافق
تتميز الزاوية بطرازها المغربي التقليدي، حيث تتوزع الغرف والصحن المفتوح حول الضريح، وتحيط به الأقواس المزخرفة والزليج الفاسي. كما تحتوي على:
- مسجد صغير.
- مكان للوضوء.
- غرفة خاصة للضريح.
- قاعة استقبال للزوار والمريدين.

## الوظائف الدينية والاجتماعية
لعبت الزاوية دورًا هامًا في الحفاظ على الطرق الصوفية، وخاصة الطريقة السبتيّة، كما كانت مركزًا لتعليم الفقه المالكي وتحفيظ القرآن. ولا تزال الزاوية إلى اليوم محط اهتمام الزوار المحليين والدوليين، خصوصًا في المناسبات الدينية.

## صيانة الموقع وترميمه
شهدت الزاوية عدة حملات ترميم عبر التاريخ، كان أبرزها في عهد العلويين، وتحديدًا خلال القرن 19م، إضافة إلى تدخلات حديثة للحفاظ على القيمة التاريخية والمعمارية للموقع، خصوصًا بعد إدراج المدينة العتيقة لمراكش ضمن التراث العالمي لليونسكو.

## في الثقافة الشعبية
تُعد الزاوية واحدة من محطات السبعة رجال، وهي سلسلة زيارات روحية تقليدية يحج إليها السكان منذ قرون طلبًا للبركة والتوسل. وتُروى حول سيدي بلعباس العديد من القصص والأساطير التي توثق لمكانته في الذاكرة الدينية للمغاربة.

## خبزة سيدي بلعباس(بزاوية سيدي بلعباس)
خبزة سيدي بلعباس هي شكل من أشكال الصدقة التي لا تزال مستمرة إلى اليوم في الزاوية العباسية في مراكش. يتكون الأمر من خبز يُصنع يومًا في الأسبوع، وينسب إلى سيدي أبي العباس السبتي، ليُباع بالمزاد العلني بعد صلاة مغرب كل يوم أربعاء. ويقبل الناس على المزايدة لشراء ذلك الخبز المبارك، الذي يُسمى «خبز الأربعية» كنوع من الصدقة، مع العلم أن المستفيدين من ريعه هم المكفوفون المرتبطون بزاوية سيدي أبي العباس السبتي. ويكثر الإقبال على شرائه من طرف المرضى وذويهم، اعتقادًا منهم أن الصدقة ترد المرض، عملاً بالحديث الشريف: «داووا مرضاكم بالصدقة».
يروى أن سيدي أبي العباس السبتي كان يطوف في الأسواق والطرقات ليحض الناس على الصدقة ويذكرهم بفضائلها الواردة في الآيات والأحاديث. بعد وفاته استمر جوده في إلهام الناس بأشكال مختلفة من الصدقات، منها «الخبزة العباسية». وينتظم المكفوفون المستفيدون من عوائد هذه الصدقات ضمن «جمعية أبي العباس السبتي» التي يقال إن عدد أعضائها يقارب 2000 مكفوف.
ويُعتقد أن هذه الممارسة ظهرت بعد زمن طويل من وفاة الشيخ السبتي، حيث لم يرد ذكرها في المصادر القديمة المتعلقة بالزاوية. ويُعتبر الشيخ أبو العباس السبتي من أشهر رجال مراكش السبعة، وعرف بكرمه وصدقه، إذ كان يوزع معظم ما يملك على الفقراء والمحتاجين. ويظل المكفوفون الذين يُلقبون بـ«أولاد سيدي بلعباس» ورثة بركة الشيخ، ويتلقون الدعم المعنوي والمادي من الزاوية.

### الصدقة العباسية في الحياة اليومية
تُعد الصدقة «العباسية» ممارسة يومية في مراكش ماتزال قائمة كممارسة الى يومنا هذا، حيث يتصدق بها الحرفيون والتجار وأصحاب المقاهي وحتى قاعات السينما، طلبًا للبركة. ويبدأ الحكواتيون في ساحة جامع الفنا عروضهم بالدعاء لسيدي بلعباس، كما تتوسل له النساء الحوامل لحمايتهن. وانتشرت كلمة «العباسية» بين الناس لتصبح مرادفًا لأي صدقة أو عطاء يُقدم في بداية نشاط أو بيع.

## معرض الصور

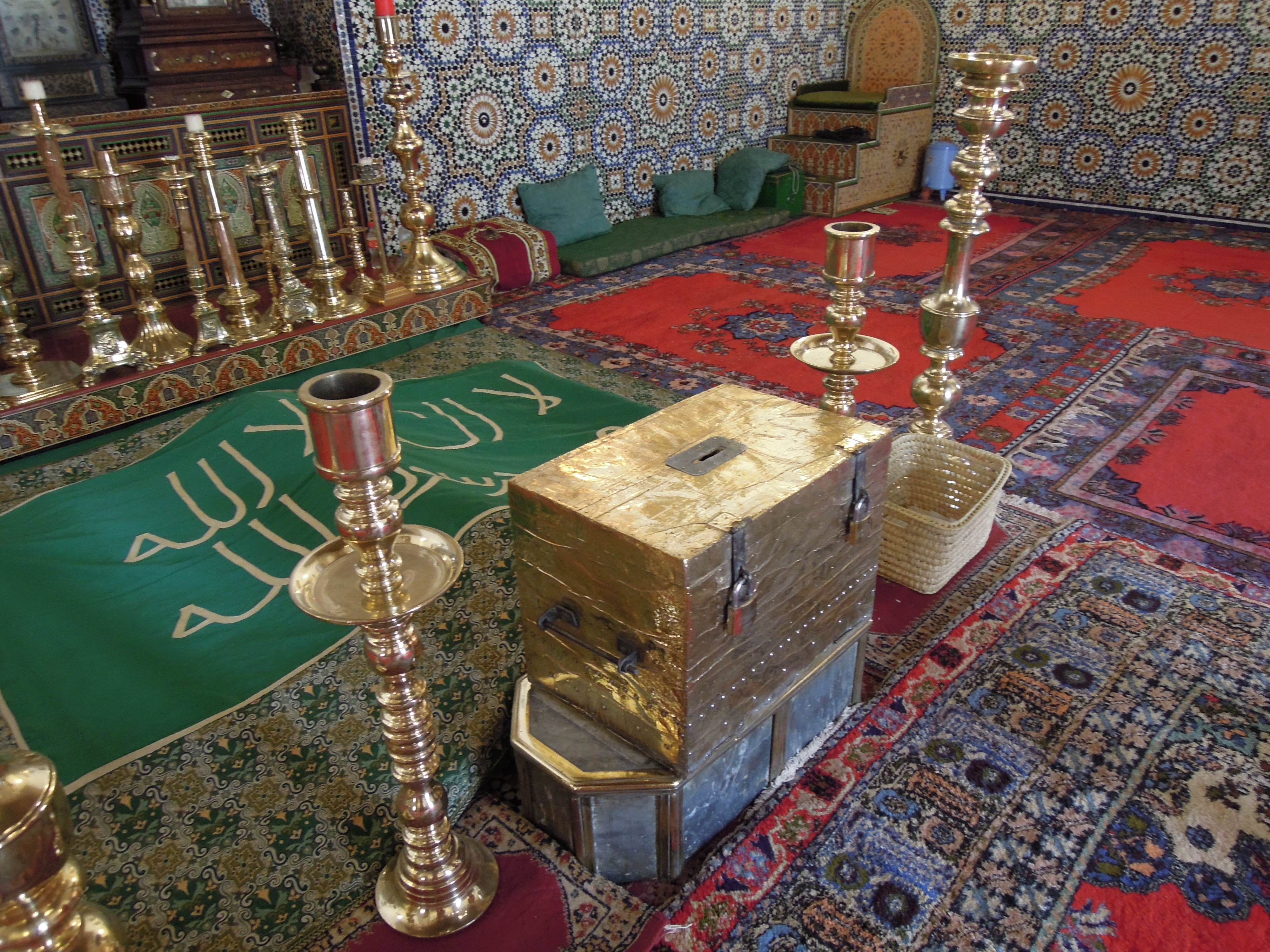
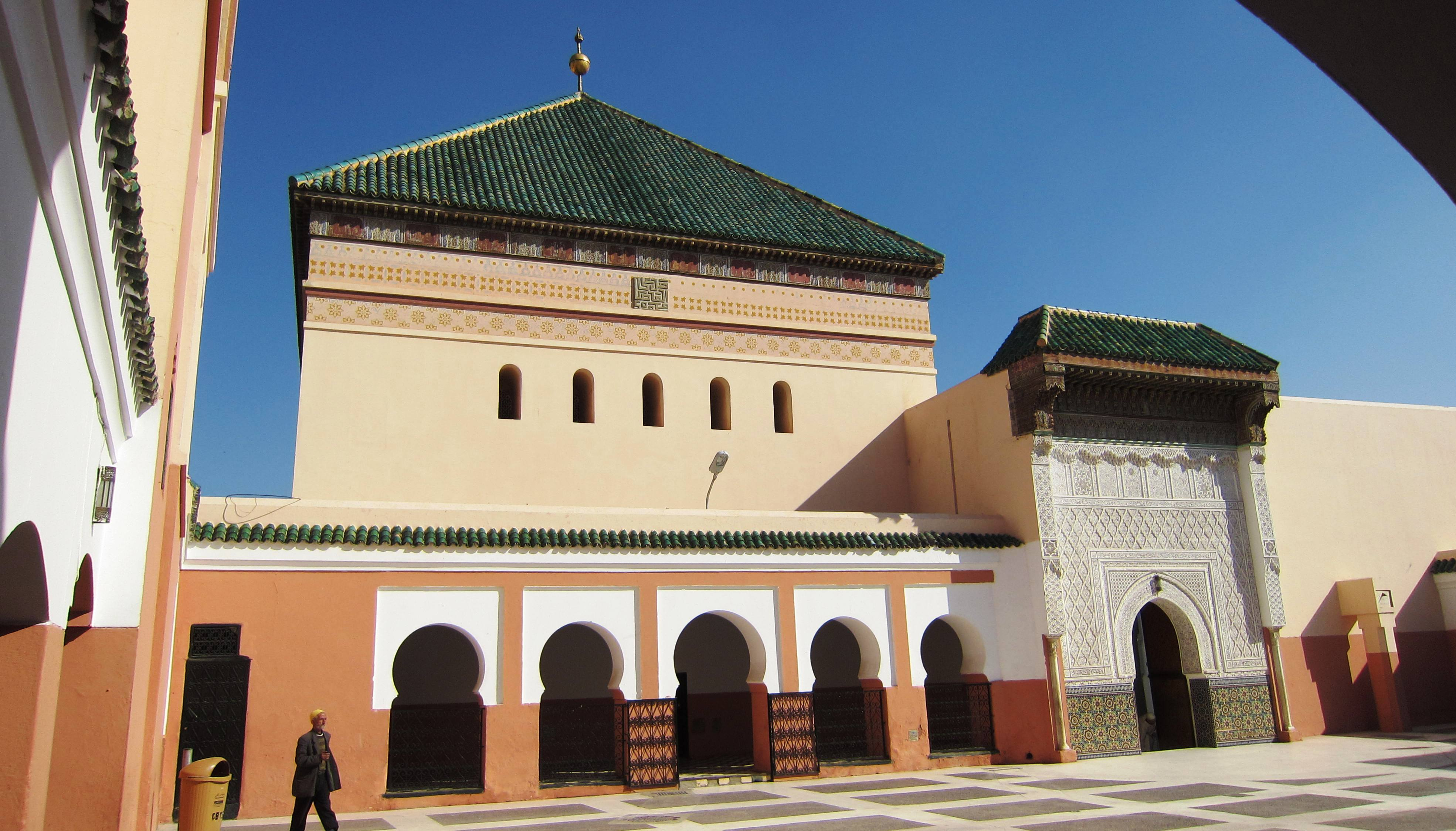
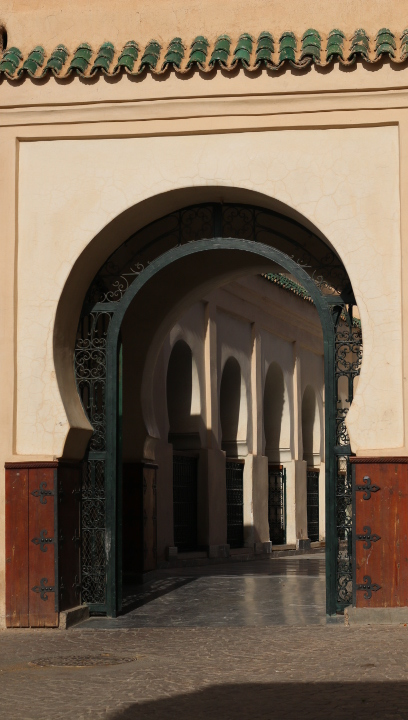
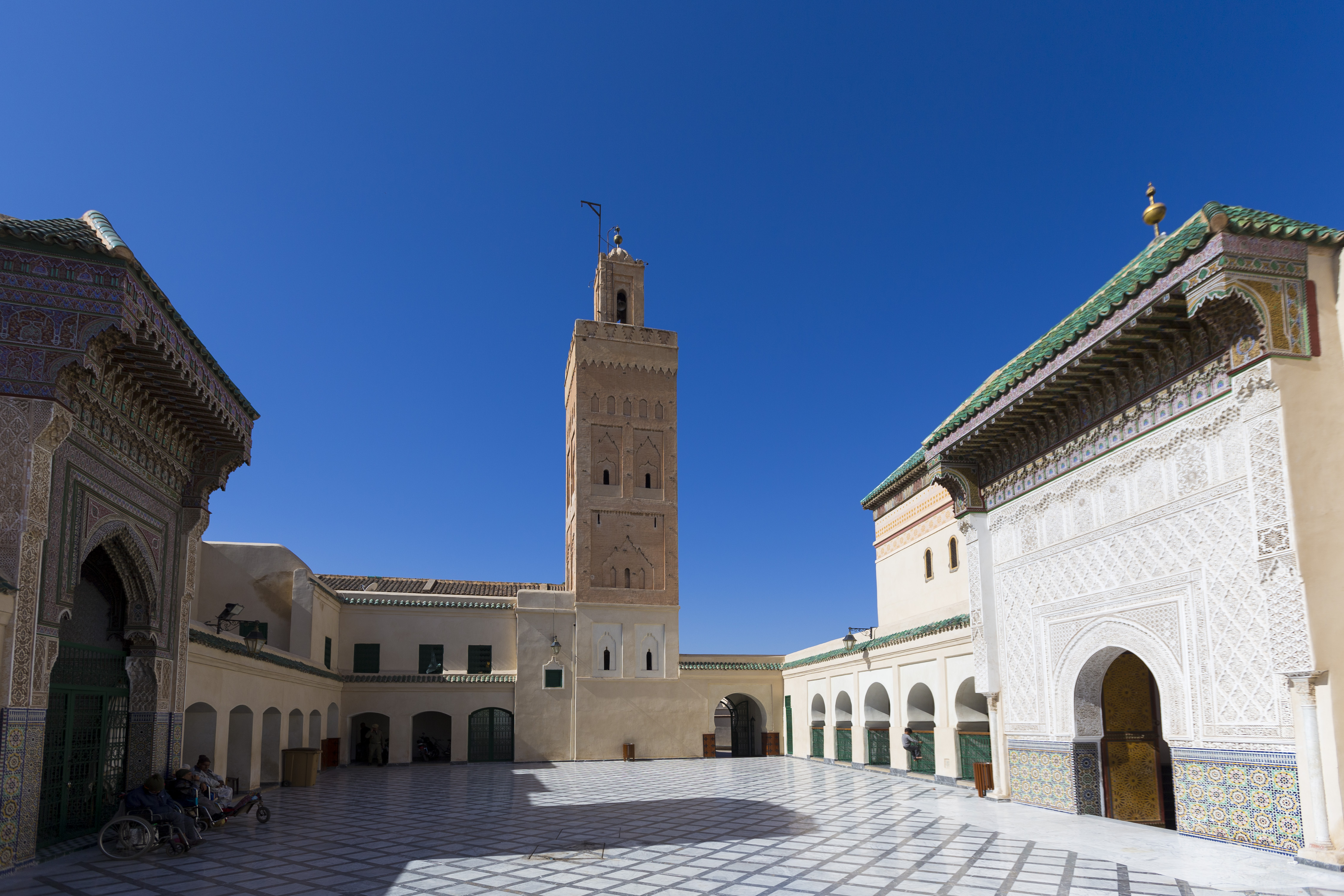
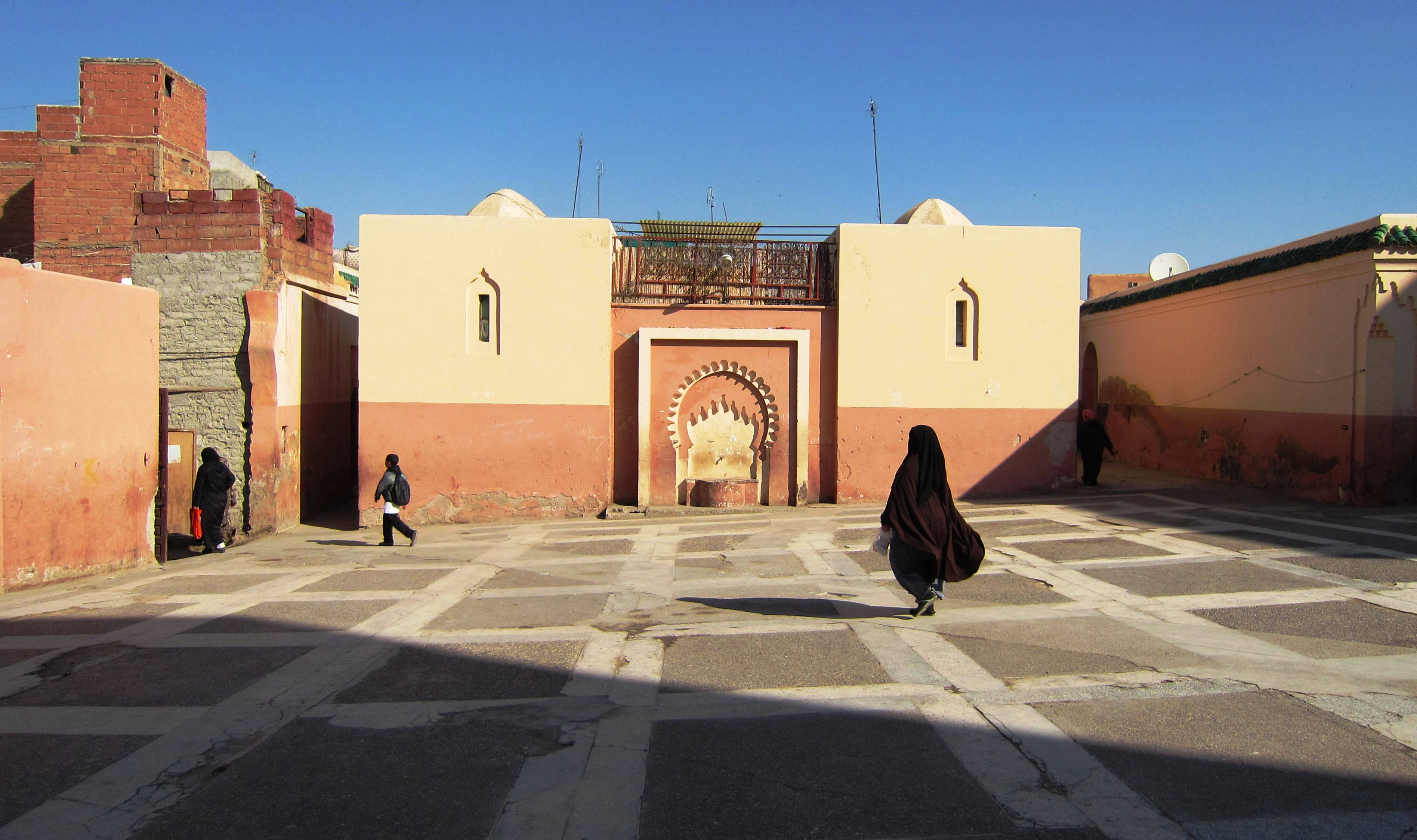
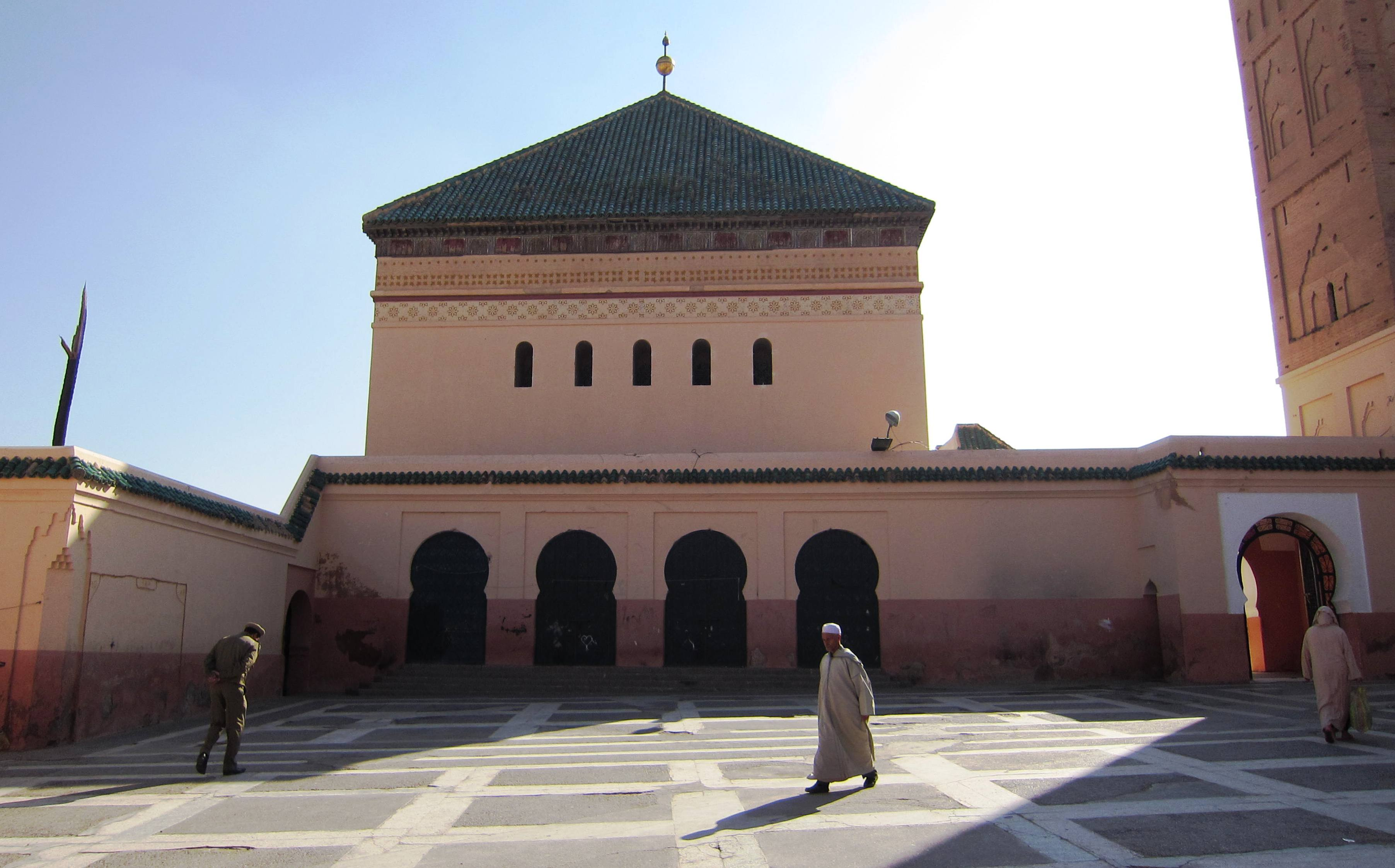
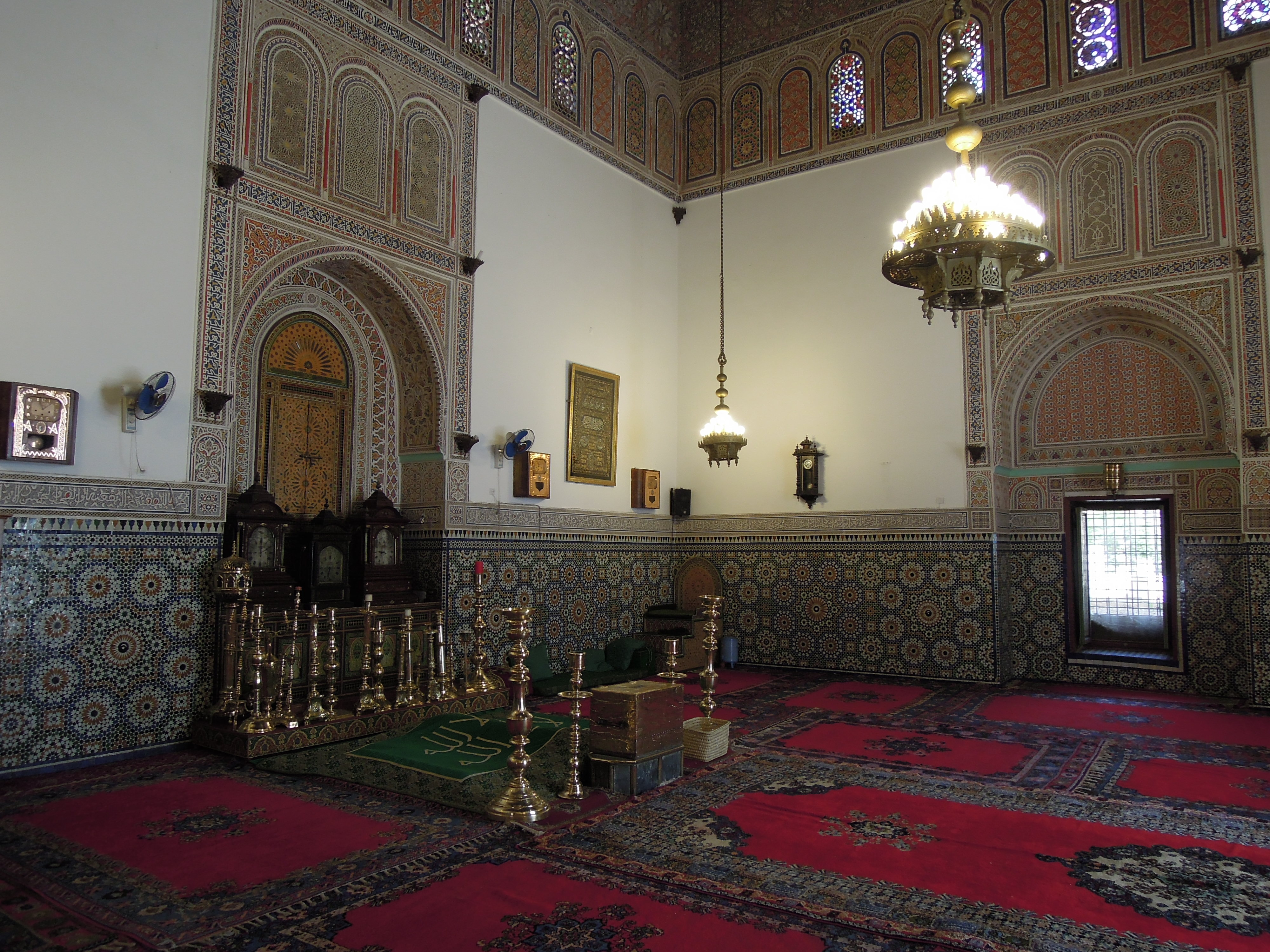

## أنظر ايضاُ
- أبو العباس السبتي
- سبعة رجال
- أسوار مراكش
- المدينة القديمة (مراكش)